# Rhodopina okinawensis
Rhodopina okinawensis är en skalbaggsart som först beskrevs av Masaki Matsushita 1933.  Rhodopina okinawensis ingår i släktet Rhodopina och familjen långhorningar. Inga underarter finns listade i Catalogue of Life.